# Wahlkreis Grimma
Der Wahlkreis Grimma war ein Landtagswahlkreis zur Landtagswahl in Sachsen 1990, der ersten Landtagswahl nach der Wiedergründung des Landes Sachsen. Er hatte die Wahlkreisnummer 17.
Der Wahlkreis umfasste alle Städte und Gemeinden des Landkreises Grimma: Albrechtshain, Altenhain, Ammelshain, Beiersdorf, Belgershain, Bockwitz, Böhlen, Cannewitz, Colditz, Döben, Dürrweitzschen, Etzoldshain, 	Fremdiswalde, Fuchshain, Glasten, Golzern/Mulde, Grethen, Grimma, Großbardau, Großbothen, Großsteinberg, Höfgen, Klinga, Kössern, Lauterbach, Leipnitz, Leisenau, Mutzschen, Naunhof, Neichen, Nerchau, Otterwisch,
Pomßen, Prösitz, Ragewitz, Schönbach, Seelingstädt, Sermuth, Tanndorf, Threna, Trebsen/Mulde, Zschadraß und Zschoppach.
Für die Landtagswahlen 1994 wurde auch infolge der Kreisreform die Wahlkreisstruktur verändert, zudem wurde die Zahl der Wahlkreise von 80 auf 60 verringert. Das Gebiet des Wahlkreises Grimma wurde verwaltungsmäßig Teil des neugebildeten Muldentalkreises. Neuer Wahlkreis wurde für die Städte und Gemeinden des früheren Landkreises Grimma der Wahlkreis Muldental 2.

## Ergebnisse
Die Landtagswahl 1990 fand am 14. Oktober 1990 statt und hatte folgendes Ergebnis für den Wahlkreis Grimma:
| Direktkandidat  | Partei (Kürzel) | Erststimmen (%) | Zweitstimmen (%) |
| --------------- | --------------- | --------------- | ---------------- |
|                 | DA              | -               | 00,5             |
| Hermann Winkler | CDU             | 51,3            | 54,0             |
|                 | Chr. L          | -               | 00,3             |
|                 | DBU             | -               | 00,5             |
|                 | DSU             | 03,4            | 02,1             |
|                 | F.D.P.          | 06,5            | 06,5             |
|                 | LL-PDS          | 09,0            | 07,9             |
|                 | NPD             | -               | 00,5             |
|                 | FORUM           | 04,2            | 04,6             |
|                 | RAP             | -               | 00,1             |
|                 | SHB             | -               | 00,1             |
|                 | SPD             | 18,6            | 22,9             |

Es waren 48.009 Personen wahlberechtigt. Die Wahlbeteiligung lag bei 72,4 %. Von den abgegebenen Stimmen waren 2,7 % ungültig. Als Direktkandidat wurde Hermann Winkler (CDU) gewählt. Er erreichte 51,3 % aller gültigen Stimmen.